# Балтика (Омская область)
Балтика — исчезнувшая деревня в Исилькульском районе Омской области. Располагалась на территории современного Медвежинского сельского поселения. Точная дата упразднения не установлена. 
Большинство жителей деревни уехало на историческую родину в Эстонию после окончания войны в 1945г.

## География
Располагалась в 3,5 км к северу от деревни Новолосево.

## История
Основана в 1922 г. В 1928 г. хутор Балтинский состоял из 28 хозяйств. В составе Кульджугутского сельсовета Исилькульского района Омского округа Сибирского края.

## Население
По переписи 1926 г. на хуторе проживало 139 человек (73 мужчины и 66 женщин), основное население — эсты.